# Біні Фельдштейн
Біні Фельдштейн (англ. Beanie Feldstein; нар. 28 червня 1993, Лос-Анджелес, Каліфорнія, США) — американська акторка, відома роллю в фільмі «Сусіди 2»; молодша сестра Джони Гілла.

## Біографія
Народилася в Лос-Анджелесі, США в родині художниці по костюмах і професійного стиліста Шерон Лін Чалкін та бухгалтера по турах Річарда Фельдштейна, який працював з Ленні Кравіцем, «Maroon 5», Мадонною. Протягом семи років вона була учасницею літньої театральної програми «Stagedoor Manor». У 2015 дівчина закінчила Весліанський університет за напрямком соціологія.

## Кар'єра
Акторський дебют Біані відбувся у 9 років. У 2015 стало відомо, що акторка приєдналась до акторського складу комедійної стрічки «Сусіди 2». У фільмі вона зіграла одну з учасниць клубу «Kappa Nu». У тому ж році вона отримала гостьові ролі в серіалах «Помаранчевий — хіт сезону», «Диявол, якого ти знаєш» та зіграла в музичній сімейній комедії «Фанатка».
У 2016 акторка отримала театральну роль у бродвейській постановці «Привіт, Доллі». У 2017 в Фельдштейн була роль в дебютному фільмі комедійної акторки Вітні Каммінгс «Жіночий розум». Прем'єра стрічки відбулась на Кінофестивалі в Лос-Анджелесі.
У листопаді 2017 стало відомо, що акторка отримала роль у незалежному фільмі Ґрети Ґервіґ «Леді-Птаха». На початку 2018 року Фельдштейн приєдналася до акторського складу дебютної стрічки режисера Олівії Вайлд «Освіта» та телесеріалу «Чим ми займаємося в тінях». Того ж року повідомлялось про участь Біані в кінокомедії «Як створити дівчину».
У серпні 2019 повідомлялось, що акторка зіграє Моніку Левінскі в 3 сезоні телесеріалу «Американська історія злочинів».

## Особисте життя
Позиціонує себе як квір. Підтримує стосунки з англійською продюсеркою Бонні Ченс Робертс з 2018 року.

## Фільмографія
| Рік  |    | Українська назва              | Оригінальна назва                 | Роль               |
| ---- | -- | ----------------------------- | --------------------------------- | ------------------ |
| 2002 | с  | Моя дружина та діти           | My Wife and Kids                  | Біані              |
| 2012 | тф |                               | Madison High                      | Марті              |
| 2015 | с  | Диявол, якого ти знаєш        | The Devil You Know                | Лідія Гарріс       |
| 2015 | с  | Помаранчевий — хіт сезону     | Orange Is the New Black           | дівчина на вечірці |
| 2015 | ф  | Фанатка                       | Fan Girl                          | Анна               |
| 2016 | ф  | Сусіди 2                      | Neighbors 2: Sorority Rising      | Нора               |
| 2017 | ф  | Жіночий розум                 | The Female Brain                  | Еббі               |
| 2017 | с  | Вілл і Грейс                  | Will & Grace                      | Стелла             |
| 2017 | ф  | Леді-Птаха                    | Lady Bird                         | Джулі Стеффанс     |
| 2019 | ф  | Як створити дівчину           | How to Build a Girl               | Джоанна Морріган   |
| 2019 | ф  | Освіта                        | Booksmart                         | Моллі Девідсон     |
| 2019 | с  | Чим ми займаємося в тінях     | What We Do in the Shadows         | Дженна             |
| 2020 | с  | Американська історія злочинів | American Crime Story: Impeachment | Моніка Левінскі    |
| 2024 | ф  | Лялі їдуть далі               | Drive-Away Dolls                  | Сукі               |